# Dysoxylum densiflorum
Dysoxylum densiflorum là một loài thực vật có hoa trong họ Meliaceae. Loài này được (Blume) Miq. mô tả khoa học đầu tiên năm 1868.